# Dan Lauria

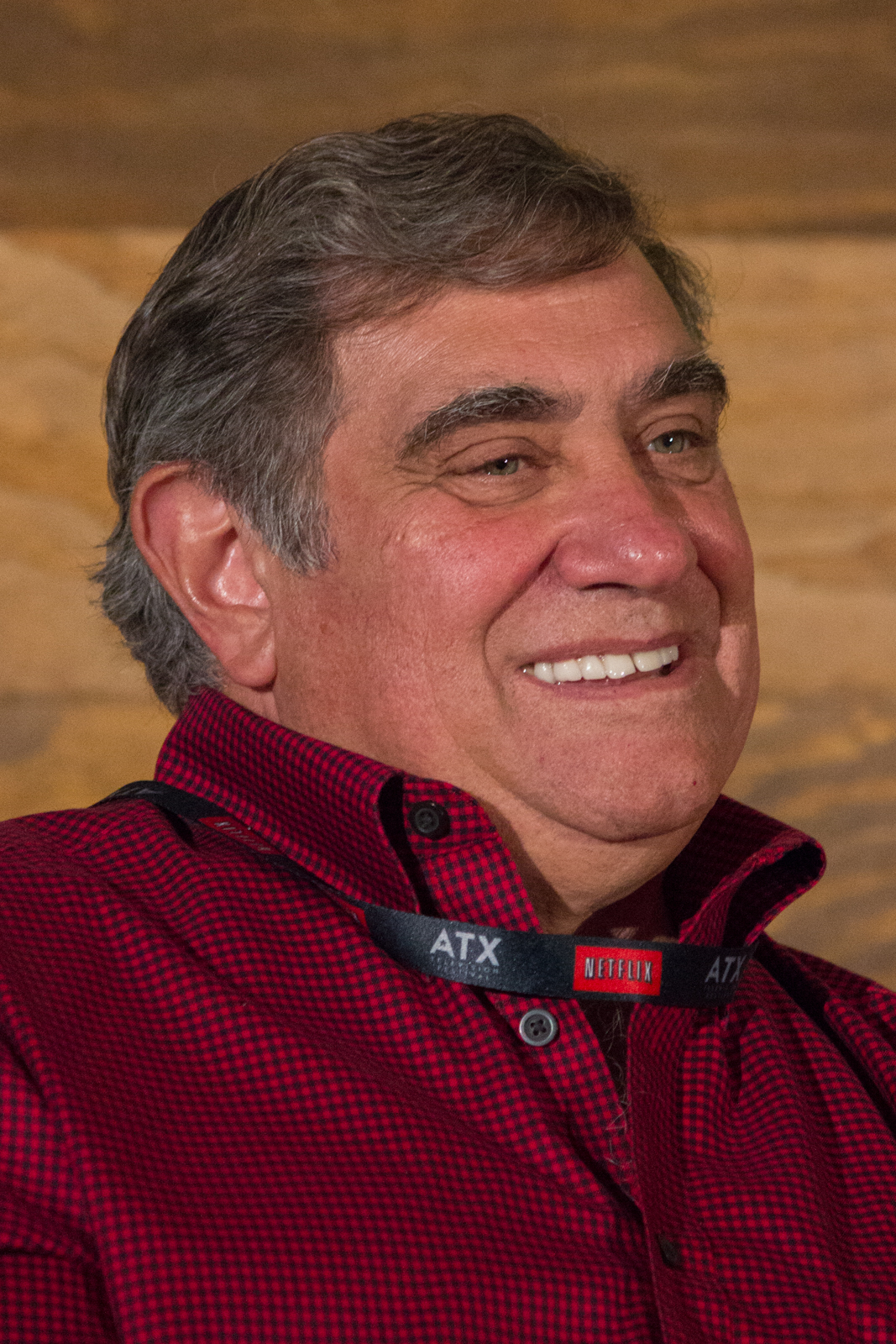
Dan Lauria (2014)

Dan Lauria (* 12. April 1947 in Brooklyn, New York City) ist ein US-amerikanischer Schauspieler. Im deutschsprachigen Raum ist er vornehmlich durch seine Rolle als Jack Arnold in der Fernsehserie Wunderbare Jahre bekannt.

## Leben
Lauria hat vor seiner Laufbahn als Schauspieler die University of Connecticut mit dem Abschluss Master’s Degree verlassen und war danach Lehrer an jener High School, die er auch als Schüler besucht hatte.
Er nahm am Vietnamkrieg teil und ist heute Mitglied der National Veterans Foundation in den USA.
Seit Ende der 1960er Jahre trat Lauria in Film- und Fernsehproduktionen auf. International bekannt wurde er vor allem als Jack Arnold in der Fernsehserie Wunderbare Jahre, die er von 1988 bis 1993 in über 100 Folgen spielte. Weiterhin trat Lauria in Filmen wie Independence Day, From the Earth to the Moon und Big Mama’s Haus 2 auf.
Parallel war Lauria immer wieder am Theater zu sehen. Im Oktober 2010 hatte das Theaterstück Lombardi am Broadway Premiere, in dem Lauria in einer Hauptrolle den American-Football-Trainer Vince Lombardi verkörpert.

## Filmografie (Auswahl)
- 1981: Manche mögens prall (C.O.D.)

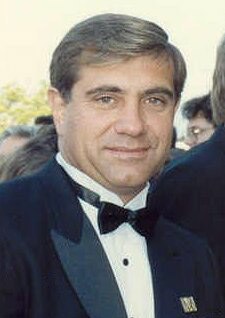
Dan Lauria (1989)

- 1982: Muggable Mary, Street Cop (Fernsehfilm)
- 1983: An einem Morgen im Mai (Without a Trace)
- 1984: Mike Hammer (Mickey Spillane’s Mike Hammer, Fernsehserie, 1 Folge)
- 1985: Mord im Exil (Kojak: The Belarus File, Fernsehfilm)
- 1985: Brooklyn Murder (Fernsehfilm)
- 1985: South Bronx Heroes
- 1985: Das Model und der Schnüffler (Moonlighting, Fernsehserie, Folge 2x08)
- 1985: Die Spezialisten unterwegs (Misfits of Scienc, Fernsehserie, Folge 1x07)
- 1985, 1987: Agentin mit Herz (Scarecrow and Mrs. King, Fernsehserie, 2 Folgen)
- 1986: Spenser (Fernsehserie, 1 Folge)
- 1986: 9½ Wochen (9½ Weeks)
- 1986: Höllengefängnis (Höllengefängnis, Fernsehfilm)
- 1986–1987: Unser lautes Heim (Growing Pains, Fernsehserie, 2 Folgen)
- 1986–1988: Cagney & Lacey (Fernsehserie, 5 Folgen)
- 1987: Die Nacht hat viele Augen (Stakeout)
- 1987: Sledge Hammer! (Fernsehserie, 1 Folge)
- 1988–1993: Wunderbare Jahre (The Wonder Years, Fernsehserie, 106 Folgen)
- 1988: David (Fernsehfilm)
- 1988: Der Polizistenmörder (Police Story: Cop Killer, Fernsehfilm)
- 1988: Quiet Victory: The Charlie Wedemeyer Story (Fernsehfilm)
- 1989: Nacht des Terrors – Mord in New York City (Howard Beach: Making a Case for Murder, Fernsehfilm)
- 1990: Das große Erdbeben von L.A. (The Big One: The Great Los Angeles Earthquake, Fernsehfilm)
- 1990: Tödlicher Schnee (In the Line of Duty: A Cop for the Killing, Fernsehfilm)
- 1991: Die Rache der Mafia (Dead and Alive: The Race for Gus Farace, Fernsehfilm)
- 1992: Overexposed (Fernsehfilm)
- 1992: Cop am Abgrund (From the Files of Joseph Wambaugh: A Jury of One, Fernsehfilm)
- 1993: Die Tragödie von Waco (Ambush in Waco: In the Line of Duty, Fernsehfilm)
- 1993: Die Abservierer (Another Stakeout)
- 1994: Steel Will: Mit eisernem Willen (Rise and Walk: The Dennis Byrd Story, Fernsehfilm)
- 1995: Excessive Force II: Force on Force
- 1995: Amazing Grace (Fernsehserie, 5 Folgen)
- 1995: Im Fadenkreuz – Konvoi des Schreckens (In the Line of Duty: Hunt for Justice, Fernsehfilm)
- 1996: Chicago Hope – Endstation Hoffnung (Chicago Hope, Fernsehserie, 2 Folgen)
- 1996: Schutzlos ausgeliefert (No One Could Protect Her)
- 1996: Rockford: Eine Frage der Ehre (The Rockford Files: Godfather Knows Best, Fernsehfilm)
- 1996: Terror in der Familie – Eine Tochter läuft Amok (Terror in the Family, Fernsehfilm)
- 1996: Independence Day
- 1996: The Bachelor's Baby (Fernsehfilm)
- 1996–1997: Party of Five (Fernsehserie, 6 Folgen)
- 1996, 2003: JAG – Im Auftrag der Ehre (JAG, Fernsehserie, 5 Folgen)
- 1997: Bad Cops – Rache ohne Gnade (Dog Watch)
- 1997: Prison of Secrets (Fernsehfilm)
- 1997: Walker, Texas Ranger (Fernsehserie, Folge 5x23)
- 1997: Detektiv Rockford – Detektiv im Rampenlicht (The Rockford Files: Murder and Misdemeanors, Fernsehfilm)
- 1997: Dr. Quinn – Ärztin aus Leidenschaft (Dr. Quinn, Medicine Woman, Fernsehserie, Folge 6x11)
- 1998: Familienchaos (Rhapsody in Bloom, Fernsehfilm)
- 1998: True Friends – Wahre Freunde (True Friends)
- 1998: Wide Awake
- 1998: From the Earth to the Moon (Dokureihe, 2 Folgen)
- 1998: Mr. Murder – Er wird dich finden... (Mr. Murder, Fernsehfilm)
- 1998: Costello (Fernsehserie, 5 Folgen)
- 1999: Justice – Eine Frage der Gerechtigkeit (Justice, Fernsehfilm)
- 1999: Der Feind in meinem Haus (Stranger in My House)
- 1999: A Wake in Providence
- 1999–2000: The Hoop Life (Fernsehserie, 22 Folgen)
- 2000: Common Ground (Fernsehfilm)
- 2000: Fear Runs Silent
- 2000: Emergency Room – Die Notaufnahme (ER, Fernsehserie, Folge 6x18)
- 2000: Trees
- 2001: Hangman – Das mörderische Spiel (Hangman, Fernsehfilm)
- 2001: Full Disclosure
- 2001: Ricochet River
- 2001: Smallville (Fernsehserie, Folge 1x03)
- 2002: Contagion
- 2002: Outside the Law
- 2002: High Times Potluck
- 2002: The Empath
- 2002–2004: Ed – Der Bowling-Anwalt (Ed, Fernsehserie, 4 Folgen)
- 2003: Eine himmlische Familie (7th Heaven, Fernsehserie, 2 Folgen)
- 2003, 2011: Law & Order: Special Victims Unit (Fernsehserie, 2 Folgen)
- 2003: Dead Canaries
- 2005: The Signs of the Cross
- 2005: Jesus, Mary and Joey
- 2006: The Path to 9/11 – Wege des Terrors (The Path to 9/11, Miniserie, 2 Folgen)
- 2006: Big Mamas Haus 2 (Big Momma's House 2)
- 2006: CSI: Den Tätern auf der Spur (Fernsehserie, Folge 6x19)
- 2007: Psych (Fernsehserie, Folge 1x14)
- 2008: Dear Me
- 2008: Finish Line (Fernsehfilm)
- 2008: The Spirit
- 2008: How I Met Your Mother (Fernsehserie, Folge 4x07)
- 2008: Lipstick Jungle (Fernsehserie, Folge 2x13)
- 2009: Alien Trespass
- 2009: The Mentalist (Fernsehserie, Folge 1x20)
- 2009: Criminal Minds (Fernsehserie, Folge 4x24)
- 2009: Ben Again (Fernsehfilm)
- 2009: Donna on Demand
- 2009: Dead Air
- 2009: InSearchOf
- 2010: The Waiter
- 2010: Die Fünf (The Five)
- 2010: Criminal Intent – Verbrechen im Visier (Law & Order: Criminal Intent, Fernsehserie, Folge 9x15)
- 2011: Here's the Kicker
- 2011: Life of Lemon
- 2011–2012: Harry’s Law (Fernsehserie, 2 Folgen)
- 2012: Navy CIS: L.A. (NCIS: Los Angeles, Fernsehserie, Folge 3x18)
- 2012–2014: Sullivan & Son (Fernsehserie, 33 Folgen)
- 2012–2015: Perception (Fernsehserie, 5 Folgen)
- 2013: Born to Dance – Zwei Herzen. Ein Beat. (Make Your Move)
- 2013, 2015: Good Wife (The Good Wife, 2 Folgen)
- 2014: Sister
- 2014: Hot in Cleveland (Fernsehserie, 3 Folgen)
- 2015: Grey’s Anatomy (Fernsehserie, Folge 11x16)
- 2015: I'm Not Ready for Christmas (Fernsehfilm)
- 2015, 2019: Blue Bloods – Crime Scene New York (Blue Bloods, Fernsehserie, 2 Folgen)
- 2016: Royal Pains (Fernsehserie, 2 Folgen)
- 2016: Kat Fight! (Fernsehfilm)
- 2016: Pitch (Fernsehserie, 10 Folgen)
- 2017: The Concessionaires Must Die!
- 2017: Navy CIS (Fernsehserie, Folge 15x09)
- 2017: Wrapped Up In Christmas (Fernsehfilm)
- 2017: An American Dog Story
- 2018: Locating Silver Lake
- 2018: Shameless (Fernsehserie, 2 Folgen)
- 2018: This Is Us – Das ist Leben (This Is Us, Fernsehserie, 2 Folgen)
- 2018: Weihnachten in Grand Valley (Christmas at Grand Valley, Fernsehfilm)
- 2020: The Eagle and the Albatross
- 2020: Out of Play: Der Weg zurück (The Way Back)
- 2021: Potato Dreams of America
- 2023: Miranda’s Victim
- 2024: Reagan
- 2025: Westhampton

## Theater (Auswahl)
- 1978: Game Plan (Theater Four, New York City)
- 1980: Marlon Brando Sat Right Here (Boltax Theatre, New York City)
- 1989–1991: Other People’s Money (Minetta Lane Theatre, New York City)
- 2002: The Guys (Flea Theater, New York City)
- 2006: A Stone Carver (SoHo Playhouse, New York City)
- 2010–2011: Lombardi (Circle in the Square Theatre, New York City)
- 2012: A Christmas Story The Musical (Lunt-Fontanne Theatre, New York City)
- 2015: Dinner With the Boys (Acorn Theater, New York City)
- 2018: The Stone Witch (Westside Theatre/Upstairs, New York City)